# Foot-ball Club València
El Football Club Valencia va ser un club de futbol de la Ciutat de València, fundat el 1905, i que va desaparèixer el 1911. Jugava a l'Estadi del Camí Fondo del Grau.
L'any 1902, José León, un militar procedent de Barcelona de la caserna d'Alameda, juntament amb membres de la Sala de Armas de Belenguer y Martínez, crearen el New Club, que l'any següent canvià el nom a Club Español. L'any 1905, dins del mateix cercle d'esportistes es creà l'Sporting Club, una entitat poliesportiva que acabà practicant el tennis. L'octubre de 1906 es constituí el FC València, creat per jugadors del Club Espanyol de Foot-ball de Barcelona i del Club Español de València. El 3 de gener de 1907 es va inscriure al Registre del Govern Civil. L'any 1907 nasqué als barris del Cabanyal i el Grau el Foot-ball Club Cabanyal, entitat que esdevindria el gran rival dels valencianistes, i el 1909 el Llevant FC. El futbol va ser inclòs dins dels actes de l'Exposició Regional Valenciana del 1909, i el FC València guanyà el campionat local, passant a la fase final estatal on el vencedor fou el FC Barcelona.
L'èxit del torneig de l'exposició portà a la creació de la Federació Regional Valenciana de Clubs de Foot-ball, on el FC València fou el primer inscrit, seguit de Hispano FC, España FC i Rat-Penat FC. L'any 1910 el club s'integrà dins la Societat Gimnàstica Valenciana, un club poliesportiu, però la iniciativa no quallà i acabà per desaparèixer l'any 1911.

## Palmarès
- Copa de l'Exposició: 
  - 1909
- Campionat de València de futbol: 
  - 1909-10, 1910-11

## Evolució de l'uniforme
|  |  |